# Condado de Moniteau
O Condado de Moniteau é um dos 114 condados do estado americano de Missouri. A sede do condado é California, e sua maior cidade é California. O condado possui uma área de 1 085 km² (dos quais 6 km² estão cobertos por água), uma população de 14 827 habitantes, e uma densidade populacional de 14 hab/km² (segundo o censo nacional de 2000). O condado foi fundado em 1845.